# Capparis spinosa

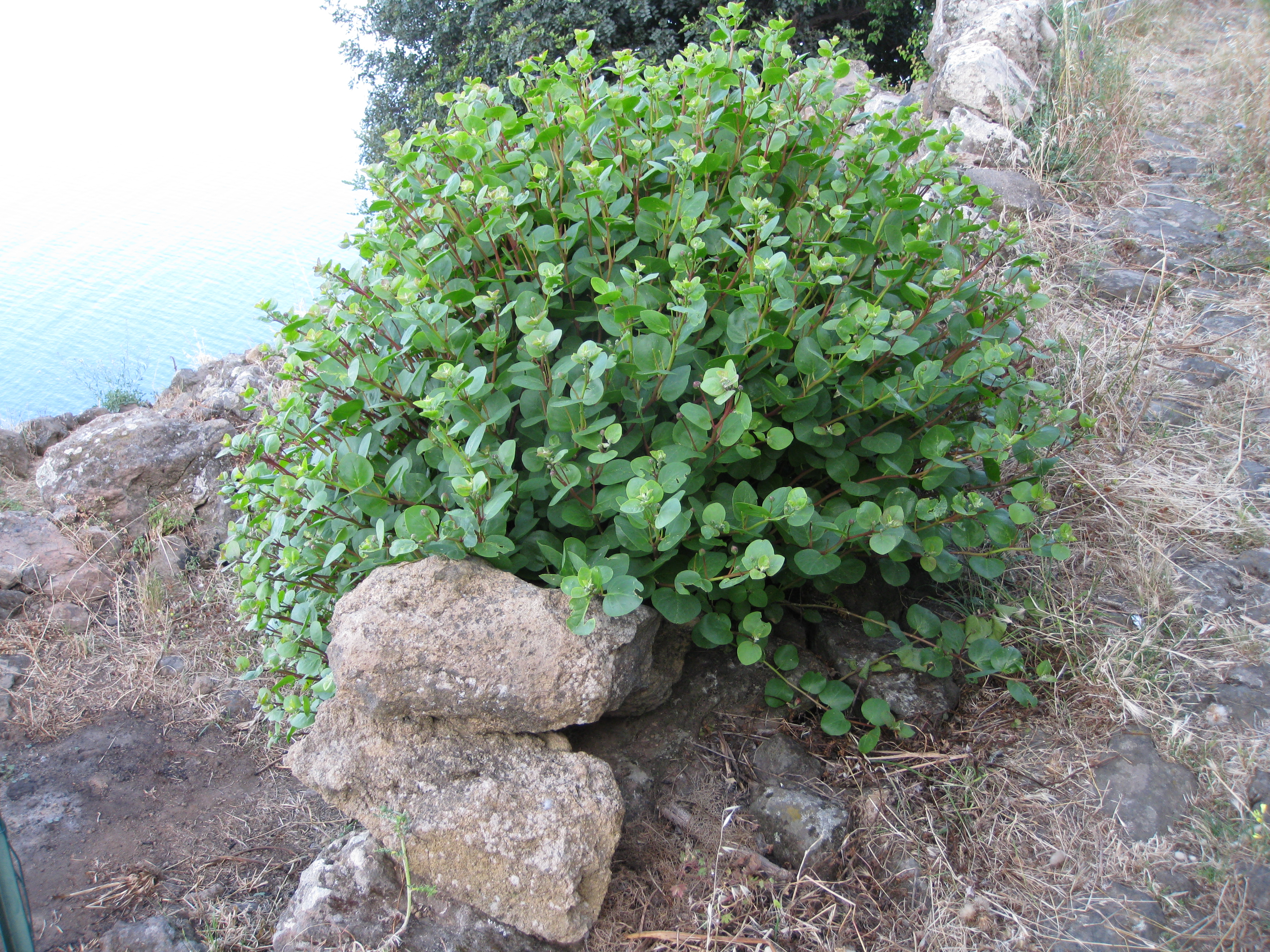
Pianta di Capparis Spinosa presso Alicudi, Isole Eolie

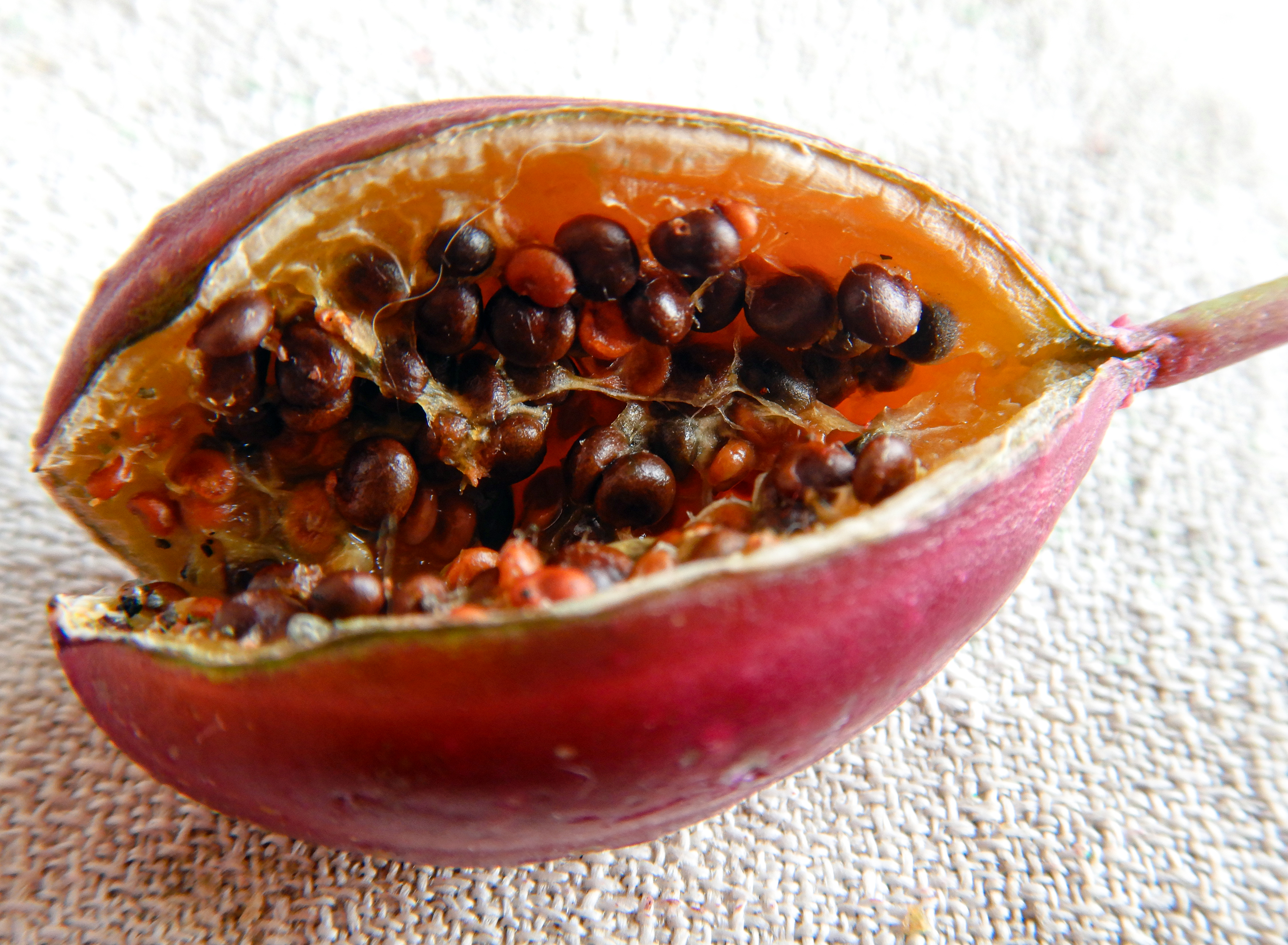
Frutto maturo

Il cappero (Capparis spinosa L., 1753) è un piccolo arbusto o suffrutice ramificato a portamento prostrato-ricadente della famiglia Capparaceae. Della pianta si consumano i boccioli, detti capperi, e più raramente i frutti. Entrambi si conservano sott'olio, sotto aceto o sotto sale.

## Descrizione

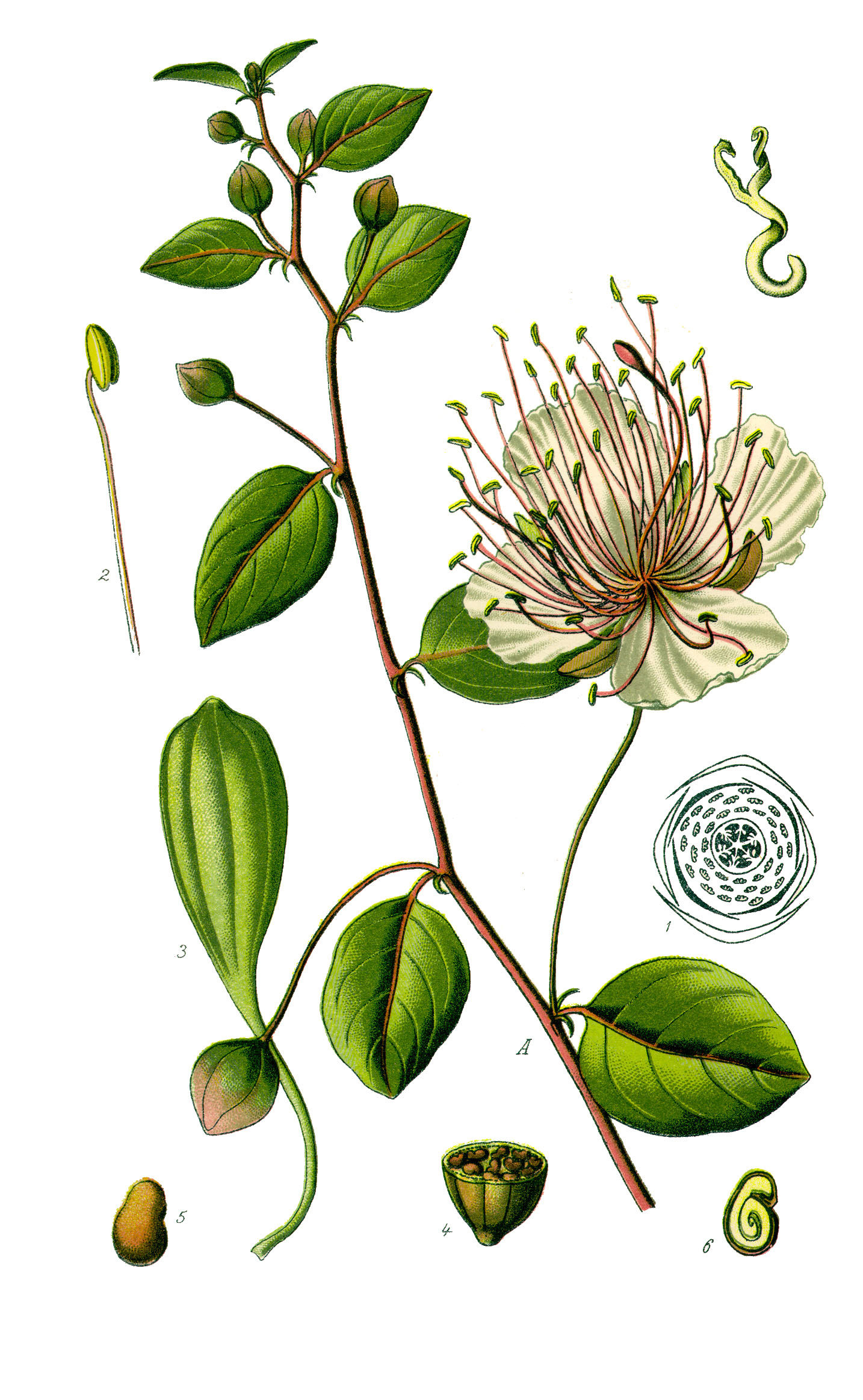
Tavola botanica

Il portamento è cespitoso, con fusto subito ramificato e rami lignificati solo nella parte basale, spesso molto lunghi, dapprima eretti, poi striscianti o ricadenti.
Le foglie sono alterne e picciolate, a lamina subrotonda e a margine intero, glabre o finemente pelose, di consistenza carnosa. La forma della lamina è ovata, il margine è liscio, le nervature sono pennate e non è una foglia composta. Il nome dato alla specie è dovuto alla presenza, alla base del picciolo, di due stipole trasformate in spine. Nella varietà inermis, la più comune, le stipole sono erbacee e cadono precocemente.
I fiori sono solitari, ascellari, lungamente peduncolati, vistosi. Calice e corolla sono tetrameri, composti rispettivamente da 4 sepali verdi e 4 petali bianchi. L'androceo è composto da numerosi stami rosso-violacei, provvisti di filamenti molto lunghi. L'ovario è supero, con stimma sessile.
Il frutto è una capsula oblunga e verde, a forma di fuso, portata da un peduncolo di 2–3 cm, fusiforme e carnosa, con polpa di colore rosaceo. Contiene numerosi semi reniformi, neri o giallastri, di 1–2 mm di dimensioni. A maturità si apre con una fessura longitudinale. Comunemente i frutti sono chiamati cucunci o cocunci.

## Tassonomia
Secondo il sistema Cronquist la famiglia delle Capparaceae apparteneva all'ordine Capparales; l'Angiosperm Phylogeny Group la assegna all'ordine dei Brassicales sin dalla classificazione APG III.

## Ciclo fenologico
La pianta entra in riposo durante i mesi freddi. In piena primavera riprende l'attività vegetativa e fiorisce nei mesi di maggio e giugno. La fioritura si protrae durante l'estate in condizioni di umidità favorevoli e in tarda estate riprende d'intensità per diminuire progressivamente al sopraggiungere dell'autunno.

## Distribuzione e habitat
Il cappero è coltivato fin dall'antichità ed è diffuso in tutto il bacino del Mediterraneo e in Asia occidentale fino all'Oman. È spontaneo solo su substrati calcarei: nel suo ambiente naturale cresce sulle rupi calcaree, nelle falesie, su vecchie mura, formando spesso cespi con rami ricadenti lunghi anche diversi metri. È una pianta eliofila e xerofila con esigenze idriche limitatissime.

### Culinario

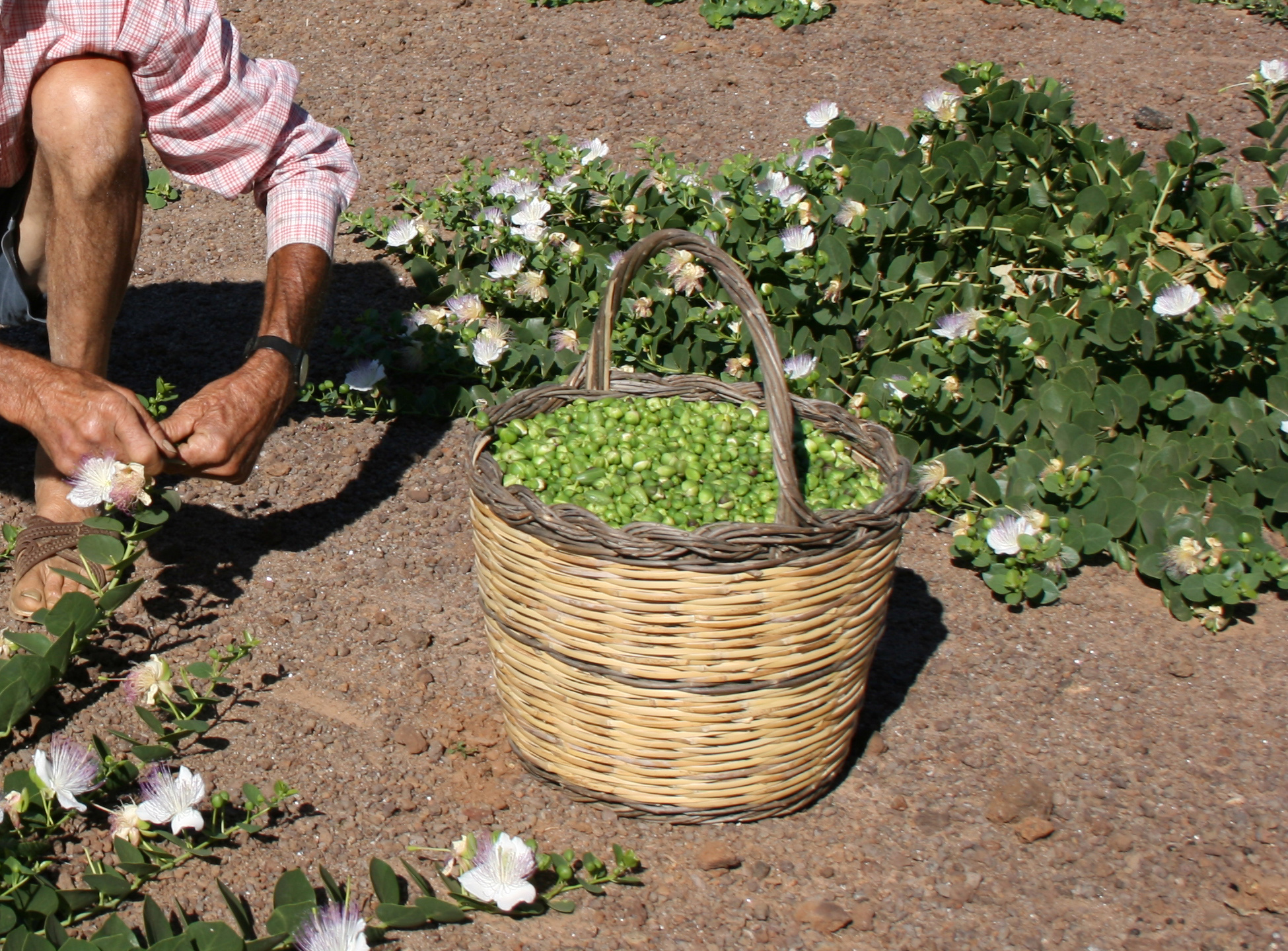
raccolta di capperi a Pantelleria (Sicilia-Italia)